# Tirimácuaro
Tirimácuaro es una localidad del estado mexicano de Michoacán. Es parte del municipio de Penjamillo.

## Toponimia
El nombre «Tirimácuaro» proviene de los términos en purépecha: tirímicua, pozo; ro, locativo. Su significado es «Lugar del pozo de agua».

## Demografía
| Gráfica de evolución demográfica |
|                                  |

| Censo | Población |
| ----- | --------- |
| 1900  | 259       |
| 1910  | 347       |
| 1921  | 250       |
| 1930  | 357       |
| 1940  | 402       |
| 1950  | 462       |
| 1960  | 530       |
| 1970  | 659       |
| 1980  | 879       |
| 1990  | 1132      |
| 2000  | 983       |
| 2010  | 919       |
| 2020  | 1016      |